# I'm a Loser
I'm a Loser è un brano dei Beatles, contenuto nell'album Beatles for Sale del 1964. È stata scritta prevalentemente da John Lennon ed accreditata al duo Lennon/McCartney.

## Il brano

### Origine e storia
Scritta nell'estate del 1964, è una delle prime canzoni di Lennon ad avere un testo realmente introspettivo, che riflette palesemente nel testo l'infelicità dell'autore (ad essa faranno seguito Help! e Nowhere Man), esaurito dalle estenuanti tournée e dal progressivo fallimento del proprio matrimonio.
(John Lennon)

### Composizione
Fortemente influenzata dallo stile compositivo di Bob Dylan, che i Beatles avevano iniziato ad ascoltare in quell'anno, contiene un assolo di armonica e arpeggi di chitarra acustica in fingerpicking, che fanno assumere al brano forti sfumature country e folk.

### Registrazione
È stata registrata il 14 agosto 1964, lo stesso giorno di Mr. Moonlight e Leave My Kitten Alone, negli studi EMI di Londra ad Abbey Road.
Del brano furono registrate otto takes, praticamente dal vivo. Successivamente sull'ottava take vennero sovraincisi il tamburino e le secondi voci di John e Paul nei ritornelli.

## Formazione
- John Lennon - voce, chitarra acustica ritmica, armonica a bocca.
- Paul McCartney - voce, basso.
- George Harrison - chitarra solista.
- Ringo Starr - batteria, percussioni.